# Tavi rabló
A tavi rabló (Lestes virens) a rabló szitakötők családjába tartozó, Európában és Észak-Afrikában honos szitakötőfaj.

## Megjelenése
A tavi rabló a legkisebb és legkarcsúbb felépítésű az európai rablószitakötők között; testhossza 30–39 mm, szárnyfesztávolsága 38–46 mm. Méretén kívül a többi hasonló fajtól biztosan elkülöníti világosbarna szárnyjegye, amelynek két oldalán fehér vonal húzódik - ám ez csak egészen közelről figyelhető meg. Pihenéskor, rokonaihoz hasonlóan, félig összecsukja szárnyait. Színe fémesen zöld. A hím szemei kékek, torának oldala és potrohának utolsó két szelvénye hamvaskék. A potroh első két szelvényén nincs kék elszíneződés.
A nőstény szemei zöldek, torának oldala halványzöld.
Hasonlít hozzá a réti rabló és a lomha rabló, tőlük jellegzetes szárnyjegye és a hímek világos potrohfüggelékei (amelyek ennél a két fajnál feketék) alapján lehet elkülöníteni   

## Elterjedése
Két alfaja ismert. A Lestes virens virens Dél-Európában (Spanyolországban, Dél-Franciaországban, Szardínián, Észak-Afrikában) honos, míg a Lestes virens vestalis Nyugat, Közép- és Kelet-Európában, Olaszországban és a Balkánon található meg. A Brit-szigetekről és Skandináviából hiányzik. Magyarországon az utóbbi alfaj él, országszerte a síkvidékeken gyakori. 

## Életmódja
Lárvája dús növényzetű, kisebb-nagyobb, elmocsarasodott tavakban, lápokban él, amelyek egész nyáron át megmaradnak, vagy esetleg ki is száradhatnak. Az áttelelő petékből tavasszal kelnek ki a lárvák, amelyek a 20–40 cm mély vízben az iszapos aljzaton vadásznak. Két-három hónap alatt fejlődnek imágóvá. Júniustól októberig repül. Az imágók nagyobb távolságokra nem  hagyják el a vizeket. Párosodás után a nőstény a víz fölé kilógó növényi szárakba helyezi el megtermékenyített petéit.
Magyarországon nem védett.

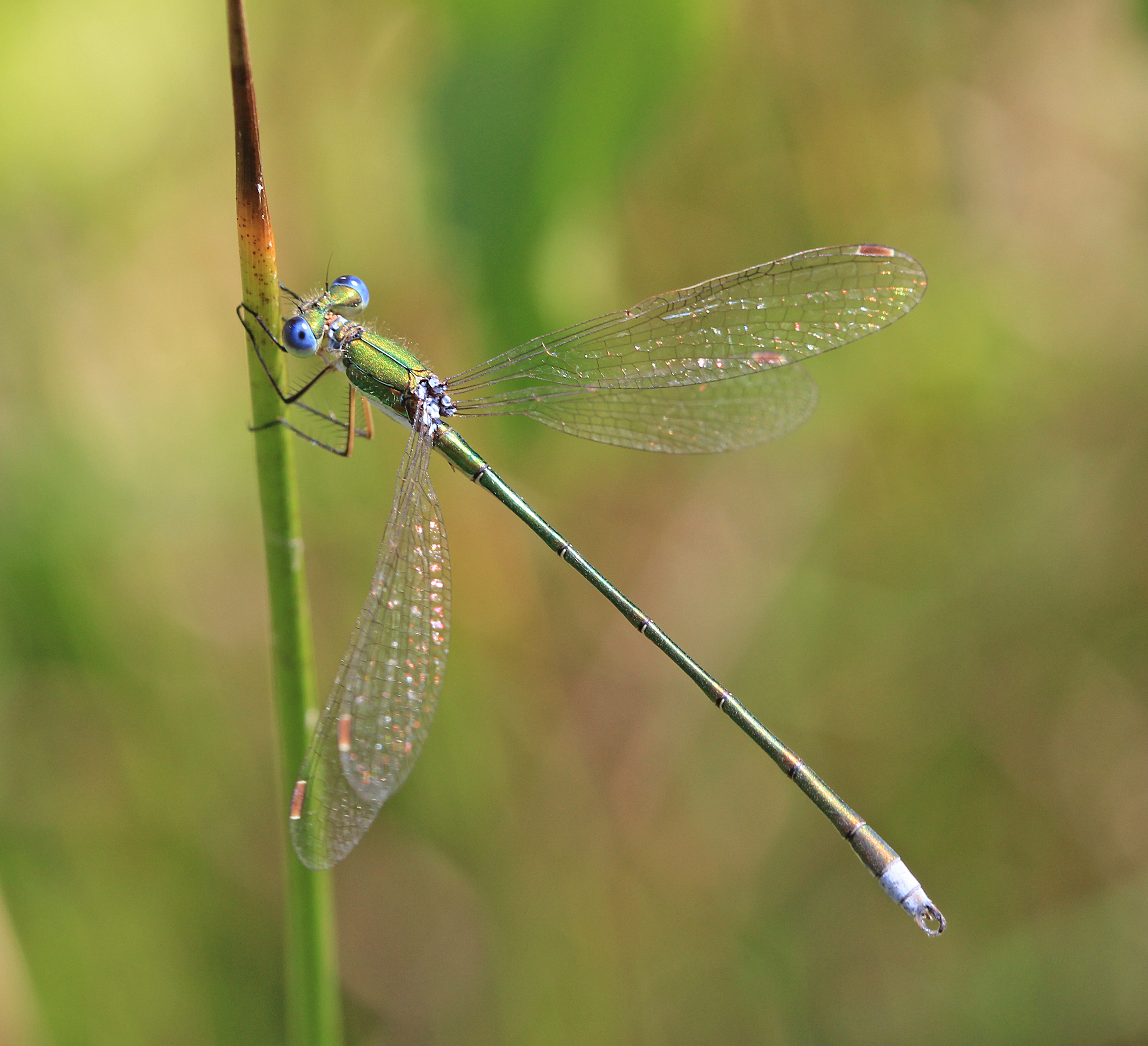
Hím
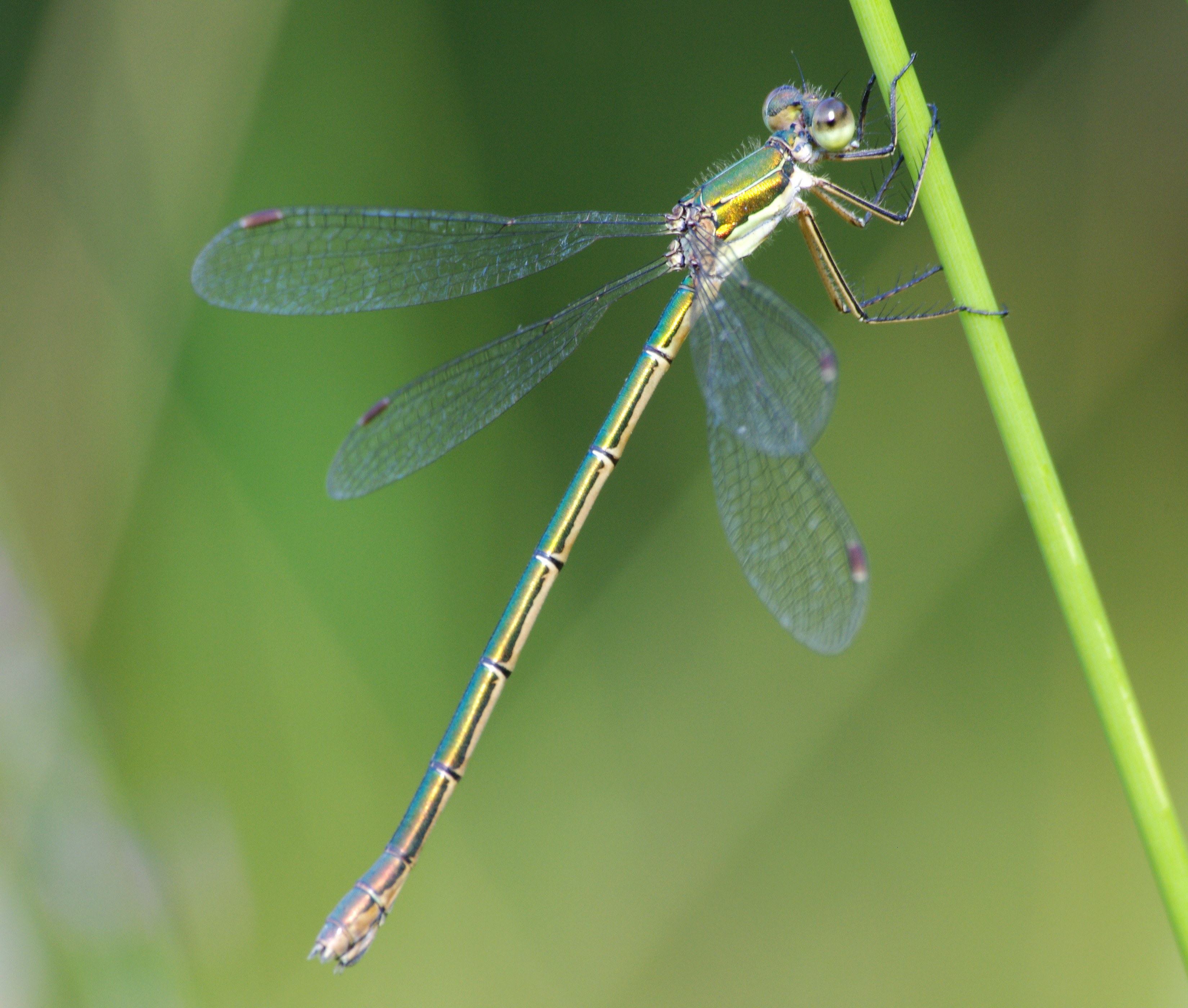
Nőstény
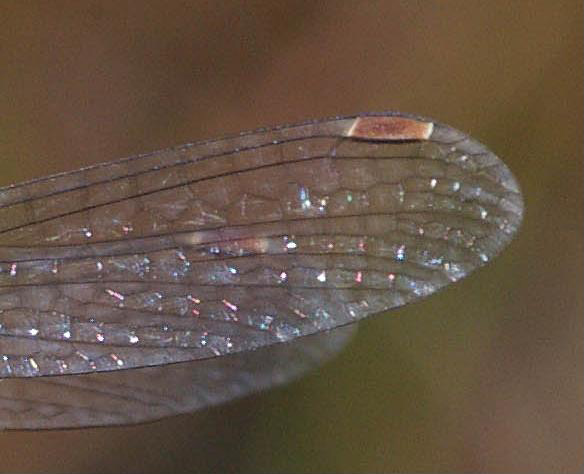
A jellegzetes szárnyjegy